# Miranda (Carabobo)
Miranda is een gemeente in de Venezolaanse staat Carabobo. De gemeente telt 30.800 inwoners. De hoofdplaats is Miranda.